# Charissa (voornaam)
Charissa is een meisjesnaam die komt van Charis, een Griekse naam die staat voor "bevalligheid" en "gratie". 

## Bekende naamdraagsters
- Charissa van Dipte, Nederlandse danseres